# Mons Usov
Der Mons Usov ist ein Berg auf dem Erdmond. Er weist einen Durchmesser von rund 15 km auf. 1979 wurde er nach dem sowjetischen Geologen Michail Antonowitsch Ussow benannt.